# Leuvens Korbeek-Lo

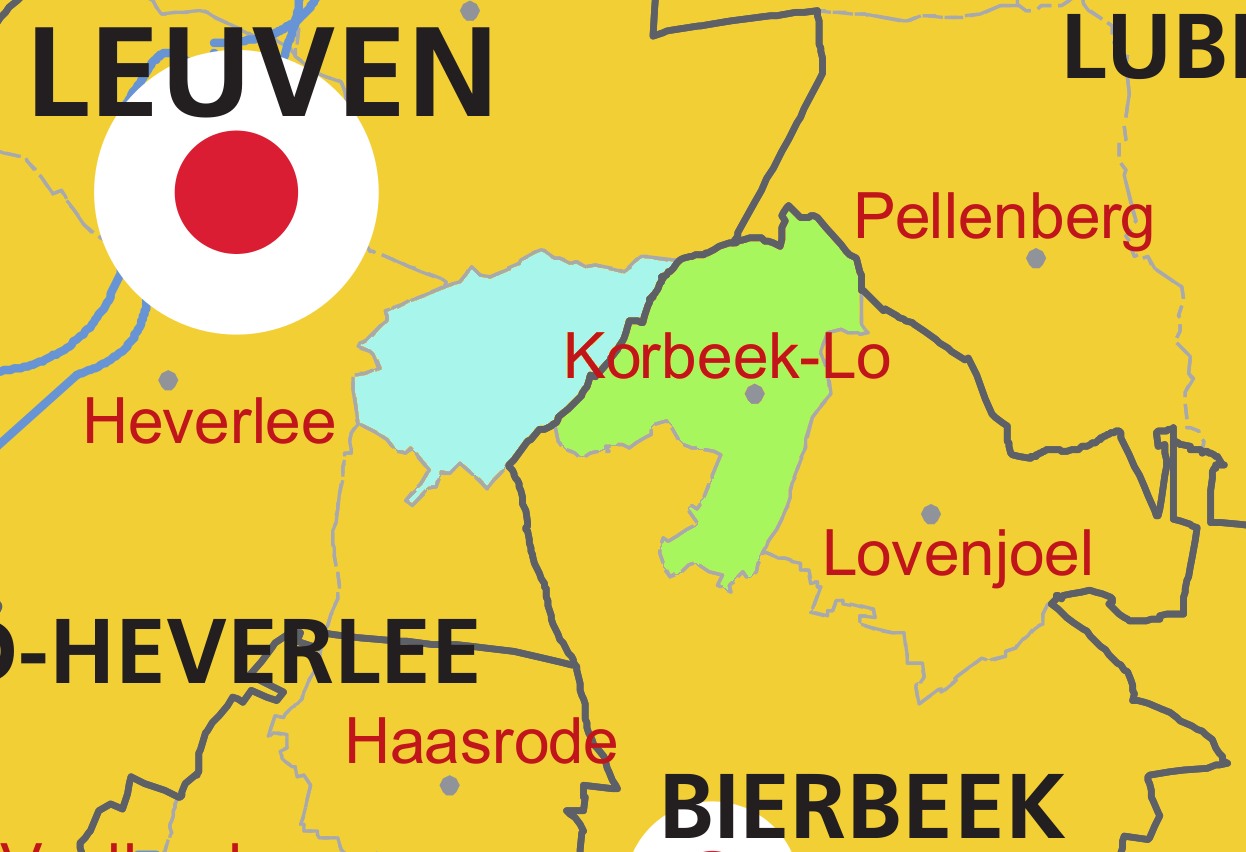
Leuvens Korbeek-Lo (blauw) en Bierbeeks Korbeek-Lo (groen).

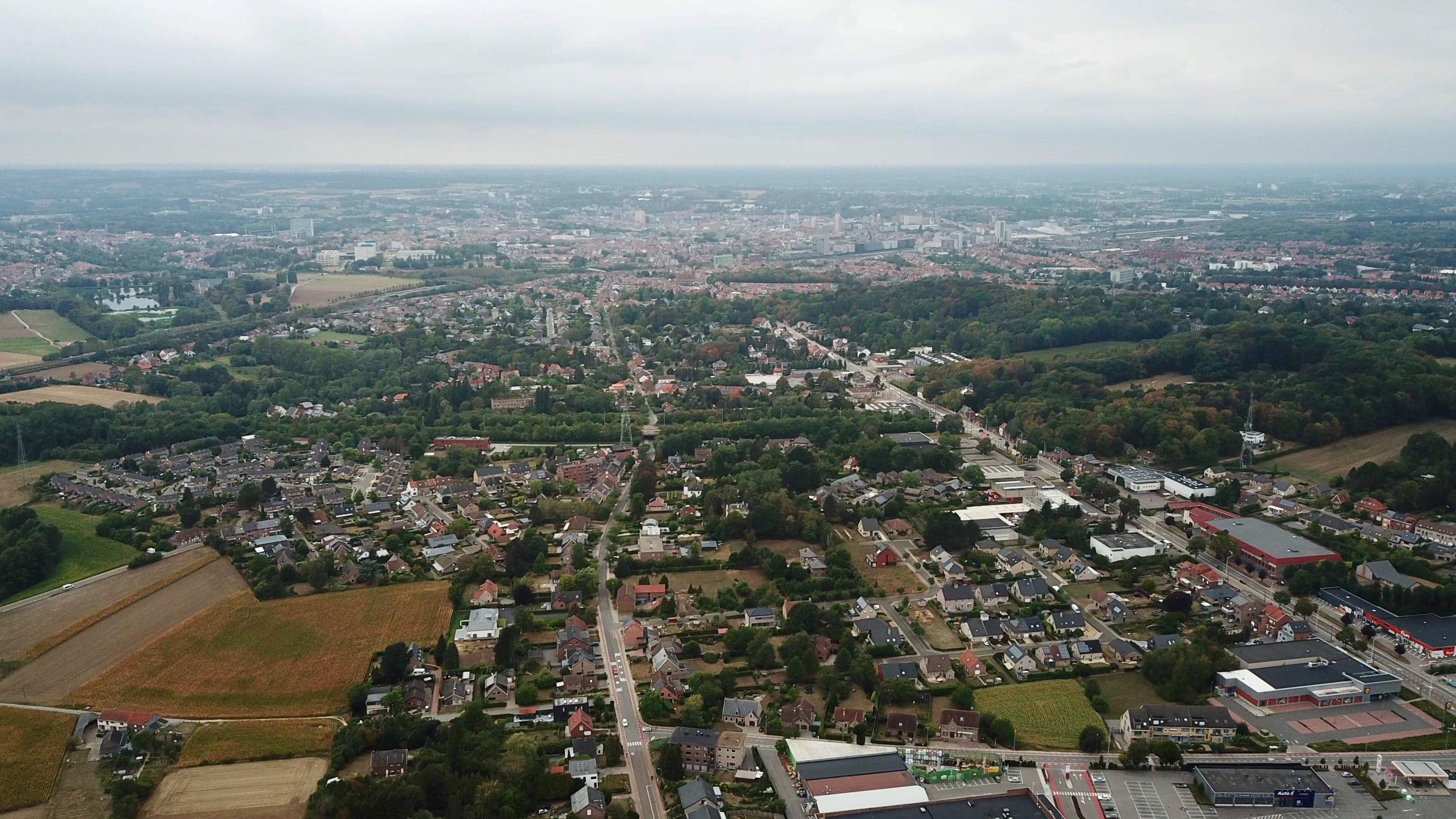
Zicht op Leuvens Korbeek-Lo, met daarachter Leuven.

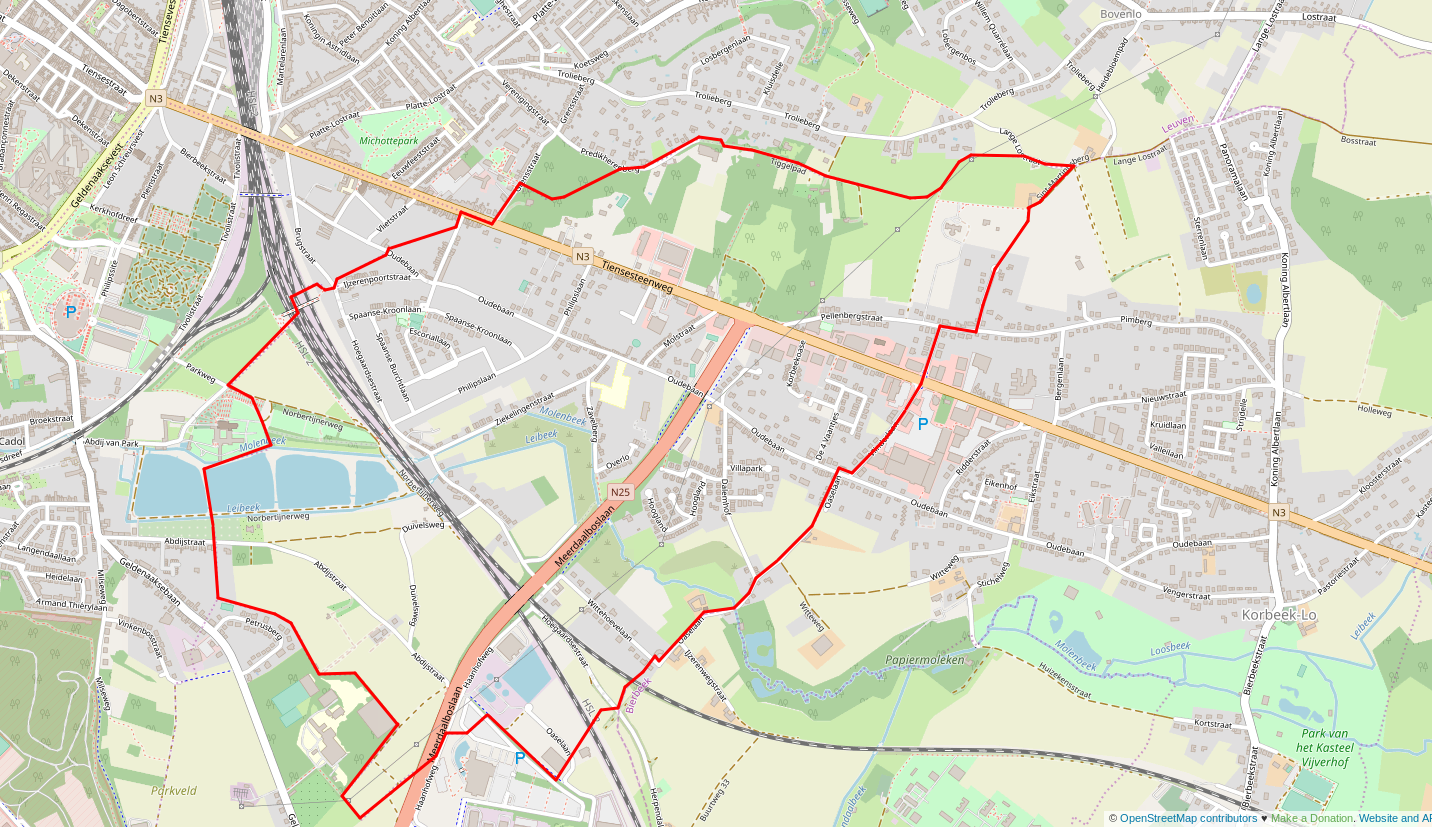
Detailkaart van Leuvens Korbeek-Lo.

In 1977 werd Korbeek-Lo samengevoegd met Lovenjoel, Opvelp en Bierbeek tot Bierbeek. Hierbij werden enkele gehuchten, nl. 'De Mol' en 'Ziekelingen' bestuurlijk bij Leuven gevoegd: Aldus ontstond er een Leuvens Korbeek-Lo (meer stedelijk) en een "Bierbeeks Korbeek-Lo" (meer een dorps karakter). Het grondgebied heeft een oppervlakte van 2.2 km² en telt één basisschool, horende bij het gemeenschapsonderwijs ("De Bron").

## De Spaanse Kroon
In de Hoegaardsestraat ligt, achter de vijvers van de abdij van Park, de oude afspanning "De Spaanse Kroon" (1777).
Op het dak na, is het gebouw aan de buitenkant onveranderd gebleven. Boven de ingangsdeur bevindt zich een reliëfsteen waarop een kroon is afgebeeld: "In de Spaensche Croon - A la Couronne d'Espagne".
De Spaanse Kroon en drie van de achterliggende vijvers hoorden tot het grondgebied van Korbeek-Lo, maar werden in 1975, bij de fusie van gemeenten, administratief overgeheveld naar Leuven.
Deze afspanning was een pleisterplaats voor de hoge bezoekers van de abdij van Park. Dit verklaart tevens het bordje dat in de loop van de 19de eeuw aan de gevel werd aangebracht opdat de bedelaars uit de Leuvense achterbuurten de bezoekers van de abdij niet zouden storen.

## Duivelshoeve
In de buurt van de gronden "Den Duivel", wat verder rechts, tegen de spoorwegberm aan, bevond zich de Duivelshoeve (1714). Het pachthof werd in de 15de eeuw bewoond door Willem Denduyvel. Het was vroeger een afspanning voor paarden. Verder was er een herberg en een danszaal.
De Duivelshoeve werd vooral bezocht door de rijke burgerij van Korbeek-Lo en reizigers op doortocht. Op het terrein "Den Duivel" werd bij het begin van de 20ste eeuw door de rijken op levende duiven geschoten. Na de Eerste Wereldoorlog werd een wet gestemd die het schieten op duiven verbood (de dieren werden vervangen door bakelieten schoteltjes).
Later was er de voormalige herberg "Café des Beaux Arts" gevestigd. Deze herberg werd in de volksmond "In den Duvel" genoemd en was een wandeldoel en pleisterplaats voor veel Leuvenaars.